# Beatriz Guttmann Goldberg
Beatriz Guttmann (Castelló de la Plana, 25 de gener de 1931 - 2014) fou una pintora i professora d'art valenciana. Consagrada i compromesa amb la seva ciutat i amb els més joves, Guttmann és un referent en la pintura abstracta valenciana.

## Biografia
Guttmann va néixer el 1931 a Castelló de la Plana, filla de pares vienesos. Quan va esclatar la Guerra Civil Espanyola (1936) va traslladar-se a Viena amb la seva mare, on va viure fins a l'any 1938. Va estar uns mesos als Països Baixos i el 1939 va tornar a Espanya.
Entre 1948 i 1950 va estudiar Filosofia i Lletres a Barcelona i entre 1977 i 1981 va estudiar restauració i gravat a la Facultat de Belles Arts de València. L'any 1983, va obtenir el títol de professora de dibuix per l'Institut de Ciències de l'Educació de la Universitat de València. Finalment, l'any 1983 es va llicenciar en Belles Arts en la Universitat Politècnica de València i el 1992 va començar la seva tasca com a professora en la mateixa universitat. Al 1977 va ser acceptada com a membre de l'Associació Espanyola de Crítics d'Art, i el 1988 en l'Associació Internacional de Crítics d'Art.
Va publicar nombrosos articles monogràfics i estudis com el llibre publicat amb motiu de la seva tesi doctoral El Museo de Vilafamés: un hecho insólito. La seva primera exposició individual va ser el 1962 i, des de llavors, va exposar a tot Espanya, Europa i Amèrica.
Va formar part de nombroses activitats culturals, museístiques i congressos nacionals i internacionals com la II Trobada d'Art de Castelló, Lisboa 1987, Buenos Aires 1988 o Moscou 1989. Va tenir una vinculació professional i personal amb el Museu d'Art Contemporani Vicente Aguilera Cerni de Vilafamés, al qual sempre va estar lligada, ocupant diversos càrrecs com a secretària, directora adjunta i membre de la junta rectora.
El 2013 va fer la darrera exposició al MUCBE - Centre Cultural de Sant Francesc, antològica, a Benicarló, població on havia residit la seua familia.
Va morir l'any 2014 als 83 anys a Castelló, a causa d'una fallida cardíaca després d'una llarga malaltia.

## Obra
La seva obra, en la línia de l'art abstracte, suggereix presències figuratives sobre fons vaporosos. Utilitza generalment camps cromàtics homogenis sense permetre intervencions tonals de tints estranys. Va obtenir moltes distincions al llarg de la seva vida, com el nomenament de Dona de l'Any del 2007 per la ciutat de Castelló. Algunes obres destacades són La huella del pájaro, Collage de hojas o Paisaje solitario.
Les exposicions pictòriques que ha realitzat al llarg de la seva vida, de manera individual o col·lectiva, són innombrables. Els darrers anys abans de la seva mort va completar las seva trajectòria amb treballs ceràmics (objectes i murals) i amb el disseny de joies.
- 2000 - "Paràbola de las dunas y los vientos", febrer, Galeria d'Art Orfila, Madrid.
- 2000 - "De cine, mares y estrella", Festival de Cine, Castell del Papa Luna, Peníscola (Castelló).
- 2001 - "Retomar... continuar", juliol, Sala d'Exposicions de la CAM, La Llotgeta, València.
- 2002 - "Beatriz Guttmann. Parábolas de las dunas y los vientos", maig, Sala d'Art El Comendador, Vinaròs (Castelló).
- 2002 - "Retomar... continuar", 22 de maig a 8 de juny, Art Dam Galeria d'Art, Castelló de la Plana.
- 2004 - Galería Roglan, Barcelona.
- 2009 - Orfila, Galeria d'Art, Madrid, 9 al 28 de març.
- 2013 - Evocación de la Memoria III, MUCBE - Centre Cultural de Sant Francesc, Benicarló.[2]

Guttmann té obres exposades a :
- Institut Valencià d'Art Modern (IVAM), València.[3]
- The Hispanic Society of America, Nova York.
- Museu d'Art Contemporani de Barcelona.
- Museu d'Art Contemporani Vicente Aguilera Cerni, Vilafamés (Castelló).[1]
- Iberoamerica Vereinm, Hamburg (Alemanya).
- Museu Cívic, Abano Terme (Província de Pàdua, Itàlia).
- Museu Puixkin, Moscou (Rússia).
- Centre de Documentació d'Art Valencià Contemporani de la Universitat de València, València.
- Museu de Belles Arts de València.[2]
- Museu de Belles Arts de Castelló[2]
- Museu d'Art Contemporani d'Elx[2]
- Museo de Arte Moderno de Buenos Aires.[2]